# Derris sylvestris
Derris sylvestris là một loài thực vật có hoa trong họ Đậu. Loài này được (A.C.Sm.) J.F.Macbr. miêu tả khoa học đầu tiên.